# 埃希多 (委內瑞拉)

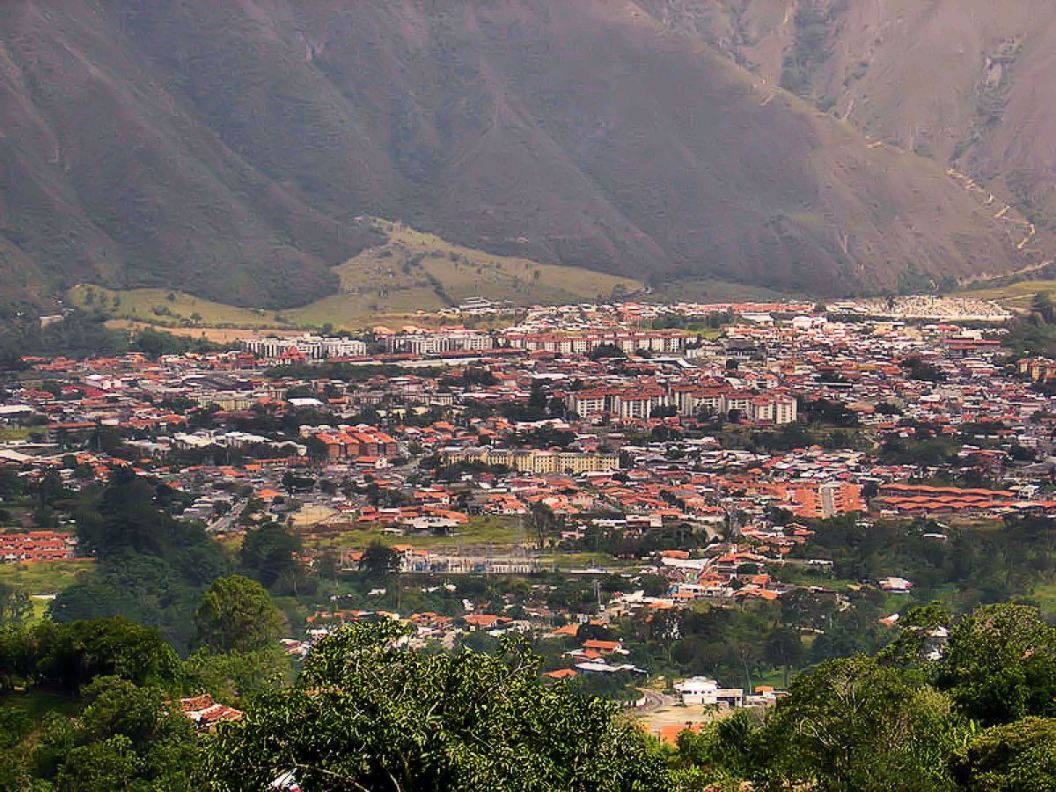

埃希多是委內瑞拉的城市，由梅里達州負責管轄，位於該國西北部，始建於1650年7月14日，海拔高度1,200米，主要經濟活動有貿易業、農業和酒店業，2001年人口82,397。